# Лебедев, Виктор Матвеевич
Виктор Матвеевич Лебедев (23 ноября 1903, д. Вавилиха, Варнавинский уезд, Костромская губерния, Российская империя — 5 декабря 1943, Днепропетровск, Украинская ССР, СССР) — первый секретарь Молотовского РК ВКП(б); член Военного совета 62-й армии, затем 8-й гвардейской армии; гвардии полковник.

## Биография

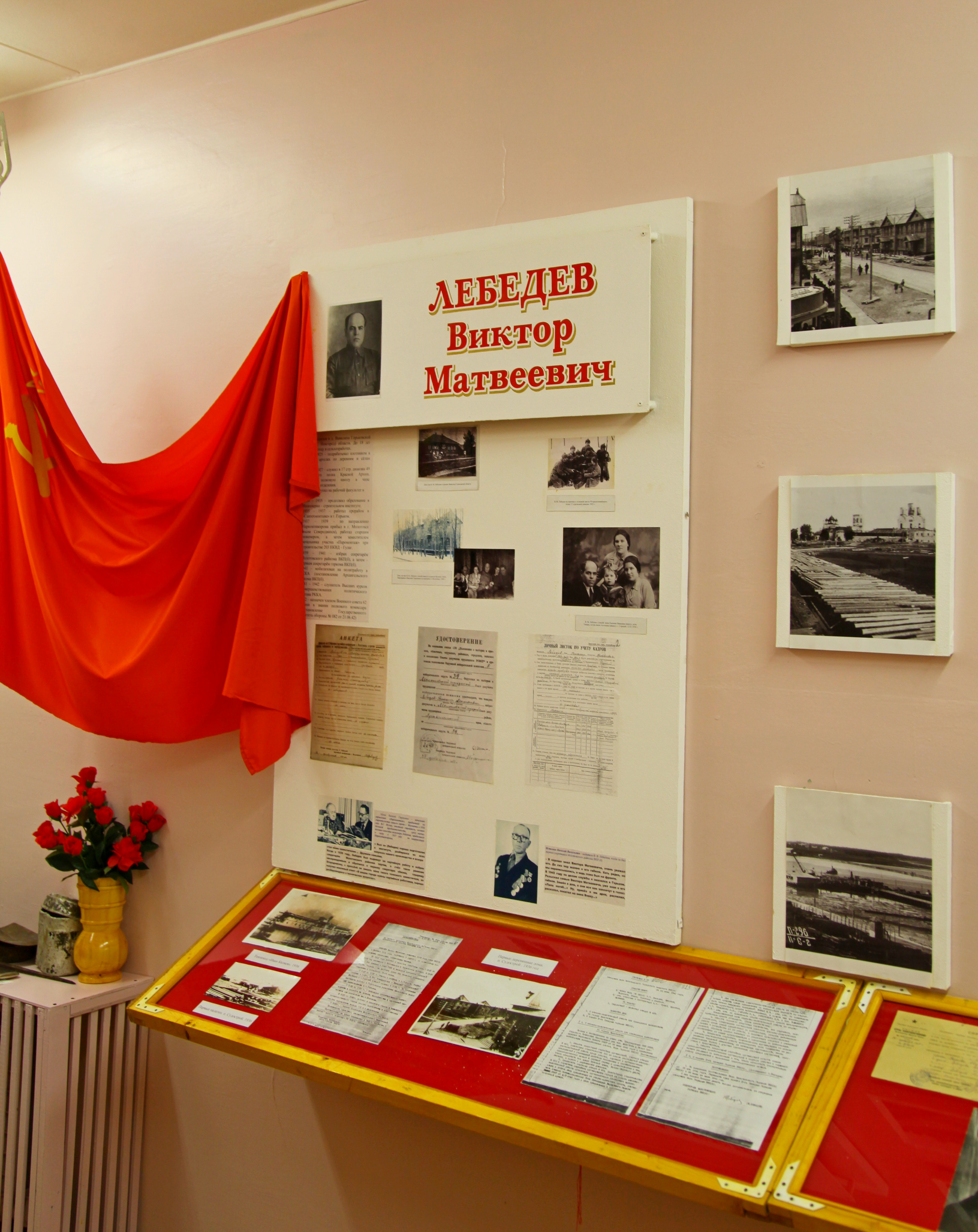
Фрагмент стенда в Музее Лебедева (ул. Лебедева 10А, школа № 13, Северодвинск)

Виктор Лебедев родился в деревне Вавилиха Варнавинского уезда Костромской губернии 23 ноября 1903 года.
До 1921 года трудился в сельскохозяйственной отрасли, а затем работал плотником в родной области. С 1923 года служил в коммунальной сфере города Горького.
Был призван в ряды РККК и после демобилизации, в 1927 году, поступил на рабфак, который успешно окончил в 1930 году. За год до его окончания вступил в ряды ВКП(б).
С 1930 по 1935 год учился в Горьковском инженерно-строительном институте (ныне Нижегородский государственный архитектурно-строительный университет), после чего работал инженером в городе Горьком.
В 1937 году по направлению «Наркомтяжпрома» он был направлен инженером на строительство посёлка «Судострой» (ныне Северодвинск). некоторое время спустя был назначен заместителем начальника управления «Паросантехмонтаж».
В 1939 году он был избран первым секретарём РК ВКП(б) города Молотовска, а с января 1941 года стал первым секретарём горкома компартии.
После вторжения вермахта и начала Великой Отечественной войны, в ноябре 1941 года, согласно решению Молотовского ГК ВКП(б) от 22 ноября 1941 года, Виктор Матвеевич Лебедев был отправлен по партийной мобилизации на фронт. В 1942 году он окончил Высшие курсы усовершенствования политического состава РККА, после чего получил звание полкового комиссара и вскоре был назначен командованием вторым членом Военного Совета 62-й Армии.
5 декабря 1942 года, в ходе битвы за Сталинград, ему было присвоено звание полковника, в котором он прослужит ровно год, до самой гибели при освобождении города Днепропетровска, где и будет с почестями похоронен.
Посмертно (в 1944 году) Виктор Матвеевич Лебедев был награждён орденом Боевого Красного Знамени, который ныне хранится в Северодвинском городском краеведческом музее.
Одна из улиц города Северодвинска была названа его именем; 9 мая 2003 года на ней, была установлена мемориальная доска. В школе № 13, находящейся в доме № 10А по этой улице, энтузиастами-краеведами был создан музей В. М. Лебедева.